# Цзянкоу
Цзянко́у (кит. упр. 江口, пиньинь Jiāngkǒu, буквально: «устье реки») — уезд городского округа Тунжэнь провинции Гуйчжоу (КНР).

## История
Во времена империи Мин в 1413 году была создана Тунжэньская управа (铜仁府). В 1598 году был создан уезд Тунжэнь (铜仁县). В 1880 году власти уезда переехали, и разместились западнее места пребывания властей управы. После Синьхайской революции в Китае была проведена реформа структуры административного деления, в ходе которой управы были упразднены, и в 1913 году Тунжэньская управа была расформирована; в месте размещения её властей был создан уезд Тунжэнь, а прежний уезд Тунжэнь был переименован в Цзянкоу.
После вхождения этих мест в состав КНР в конце 1949 года был создан Специальный район Тунжэнь (铜仁专区), и уезд вошёл в его состав. В декабре 1958 года уезды Юйпин и Цзянкоу были присоединены к уезду Тунжэнь, но в августе 1961 года они были воссозданы. 
В 1970 году Специальный район Тунжэнь был переименован в Округ Тунжэнь (铜仁地区).
Постановлением Госсовета КНР от 22 октября 2011 года округ Тунжэнь был преобразован в городской округ.

## Административное деление
Уезд делится на 2 уличных комитета, 6 посёлков и 2 национальные волости.